# بطولة آسيا للجودو 2015
بطولة آسيا للجودو 2015 (بالإنجليزية: 2015 Asian Judo Championships)‏ هي النسخة الحادية والعشرون من بطولة آسيا للجودو، وأُقيمت في مدينة الكويت، الكويت في الفترة من 13 إلى 15 مايو 2015.

## ملخص الميداليات

### الرجال
| الحدث               | الذهبية                        | الفضية                         | البرونزية                          |
| ------------------- | ------------------------------ | ------------------------------ | ---------------------------------- |
| وزن خفيف جداً −60 كغ | كيم وون-جين · كوريا الجنوبية   | شينجي كيدو · اليابان           | شرف الدين لطف اللهيف · أوزبكستان   |
| وزن خفيف جداً −60 كغ | كيم وون-جين · كوريا الجنوبية   | شينجي كيدو · اليابان           | أوتار بيستاييف · قرغيزستان         |
| نصف خفيف −66 كغ     | توموفومي تاكاجو · اليابان      | آن با-أول · كوريا الجنوبية     | يلدوس زوماكانوف · كازاخستان        |
| نصف خفيف −66 كغ     | توموفومي تاكاجو · اليابان      | آن با-أول · كوريا الجنوبية     | دافادورجين تومورخوليغ · منغوليا    |
| وزن خفيف −73 كغ     | آن تشانغ-ريم · كوريا الجنوبية  | شروفيدين بولتابويف · أوزبكستان | غنباتارين أودبايار · منغوليا       |
| وزن خفيف −73 كغ     | آن تشانغ-ريم · كوريا الجنوبية  | شروفيدين بولتابويف · أوزبكستان | سويتشي هاشيموتو · اليابان          |
| نصف متوسط −81 كغ    | كيتا ناغاشيما · اليابان        | كيم جاي-بوم · كوريا الجنوبية   | أوتغونباتارين أوغانباتار · منغوليا |
| نصف متوسط −81 كغ    | كيتا ناغاشيما · اليابان        | كيم جاي-بوم · كوريا الجنوبية   | سعيد ملايي · إيران                 |
| وزن متوسط −90 كغ    | غواك دونغ-هان · كوريا الجنوبية | دايكي نيشياما · اليابان        | كامرونشوك أوستوبيريون · طاجيكستان  |
| وزن متوسط −90 كغ    | غواك دونغ-هان · كوريا الجنوبية | دايكي نيشياما · اليابان        | شيرالي جورايف · أوزبكستان          |
| نصف ثقيل −100 كغ    | كايهان تاكاغي · اليابان        | ماكسيم راكوف · كازاخستان       | سيدجالول سيدوف · طاجيكستان         |
| نصف ثقيل −100 كغ    | كايهان تاكاغي · اليابان        | ماكسيم راكوف · كازاخستان       | شاه حسين شاه · باكستان             |
| وزن ثقيل +100 كغ    | عبد الله تانغرييف · أوزبكستان  | يوري كراكوفيسكي · قرغيزستان    | يرزان شينكييف · كازاخستان          |
| وزن ثقيل +100 كغ    | عبد الله تانغرييف · أوزبكستان  | يوري كراكوفيسكي · قرغيزستان    | كينتا نيشيغاتا · اليابان           |
| فرق                 | اليابان                        | أوزبكستان                      | كازاخستان                          |
| فرق                 | اليابان                        | أوزبكستان                      | كوريا الجنوبية                     |

### السيدات
| الحدث               | الذهبية                           | الفضية                           | البرونزية                     |
| ------------------- | --------------------------------- | -------------------------------- | ----------------------------- |
| وزن خفيف جداً −48 كغ | هارونا أسامي · اليابان            | مونخباتين أورانتسيتسيغ · منغوليا | كيم سول-مي · كوريا الشمالية   |
| وزن خفيف جداً −48 كغ | هارونا أسامي · اليابان            | مونخباتين أورانتسيتسيغ · منغوليا | كانغ يو-جونغ · كوريا الجنوبية |
| نصف خفيف −52 كغ     | ما يينغنان · الصين                | مونخباتارين بوندما · منغوليا     | يوكا نيشيادا · اليابان        |
| نصف خفيف −52 كغ     | ما يينغنان · الصين                | مونخباتارين بوندما · منغوليا     | ريم سونغ-سيم · كوريا الشمالية |
| وزن خفيف −57 كغ     | مومو تاماوكي · اليابان            | لين تشين-لينغ · تايبيه الصينية   | كيم جان-دي · كوريا الجنوبية   |
| وزن خفيف −57 كغ     | مومو تاماوكي · اليابان            | لين تشين-لينغ · تايبيه الصينية   | ليو يانغ · الصين              |
| نصف متوسط −63 كغ    | تسيدفسورينغين مونخزيا · منغوليا   | ماهو نيشيكاوا · اليابان          | باك جي-يون · كوريا الجنوبية   |
| نصف متوسط −63 كغ    | تسيدفسورينغين مونخزيا · منغوليا   | ماهو نيشيكاوا · اليابان          | ماريان أرداباييفا · كازاخستان |
| وزن متوسط −70 كغ    | تسيند-أيوشين نارنجارغال · منغوليا | غولنوزا ماتنييازوفا · أوزبكستان  | كارين نون-إيرا · اليابان      |
| وزن متوسط −70 كغ    | تسيند-أيوشين نارنجارغال · منغوليا | غولنوزا ماتنييازوفا · أوزبكستان  | تشو تشاو · الصين              |
| نصف ثقيل −78 كغ     | مامي أوميكي · اليابان             | سول كيونغ · كوريا الشمالية       | يون هيون-جي · كوريا الجنوبية  |
| نصف ثقيل −78 كغ     | مامي أوميكي · اليابان             | سول كيونغ · كوريا الشمالية       | تشانغ زيهوي · الصين           |
| وزن ثقيل +78 كغ     | يو سونغ · الصين                   | كيم مين-جونغ · كوريا الجنوبية    | نامي إيناموري · اليابان       |
| وزن ثقيل +78 كغ     | يو سونغ · الصين                   | كيم مين-جونغ · كوريا الجنوبية    | غولجان إيسانوفا · كازاخستان   |
| فرق                 | اليابان                           | كوريا الجنوبية                   | تايبيه الصينية                |
| فرق                 | اليابان                           | كوريا الجنوبية                   | منغوليا                       |

## جدول الميداليات
*   البلد المضيف (مضيف)
| المرتبة | فريق           | ذهبية | فضية | برونزية | المجموع |
| ------- | -------------- | ----- | ---- | ------- | ------- |
| 1       | اليابان        | 8     | 3    | 5       | 16      |
| 2       | كوريا الجنوبية | 3     | 4    | 5       | 12      |
| 3       | منغوليا        | 2     | 2    | 4       | 8       |
| 4       | الصين          | 2     | 0    | 3       | 5       |
| 5       | أوزبكستان      | 1     | 3    | 2       | 6       |
| 6       | كازاخستان      | 0     | 1    | 5       | 6       |
| 7       | كوريا الشمالية | 0     | 1    | 2       | 3       |
| 8       | تايبيه الصينية | 0     | 1    | 1       | 2       |
| 8       | قرغيزستان      | 0     | 1    | 1       | 2       |
| 10      | طاجيكستان      | 0     | 0    | 2       | 2       |
| 11      | باكستان        | 0     | 0    | 1       | 1       |
| 11      | إيران          | 0     | 0    | 1       | 1       |
| المجموع | المجموع        | 16    | 16   | 32      | 64      |

## الدول المشاركة
شارك 206 رياضيًا من 30 دولة.
- أفغانستان (3)
- بنغلاديش (1)
- الصين (13)
- تايبيه الصينية (14)
- هونغ كونغ (4)
- الهند (14)
- إيران (5)
- العراق (3)
- اليابان (14)
- الأردن (5)
- كازاخستان (13)
- الكويت (8)
- قرغيزستان (12)
- لبنان (5)
- ماكاو (3)
- منغوليا (14)
- كوريا الشمالية (6)
- باكستان (7)
- فلسطين (2)
- قطر (2)
- السعودية (5)
- كوريا الجنوبية (13)
- سريلانكا (5)
- سوريا (2)
- طاجيكستان (7)
- تايلاند (8)
- تركمانستان (5)
- الإمارات العربية المتحدة (1)
- أوزبكستان (10)
- فيتنام (2)

## وصلات خارجية
- هذه المقالة لا تملك بيانات على ويكي بيانات
- الاتحاد الآسيوي للجودو